# Pjotr Teluschkin
Pjotr Teluschkin (russisch Пётр Телушкин; * unbekannt; † 1833) war ein Bauer und Dachdecker aus Jaroslawl, der 1830 durch seine Reparatur der Turmspitze der Peter-und-Paul-Kathedrale in St. Petersburg, Russland Aufsehen erregte.
Die extrem steile und schmale Turmspitze der Kathedrale im Bereich der Peter-und-Paul-Festung war durch einen Blitzschlag schwer beschädigt worden. Das Turmkreuz und der sieben Meter hohe Engel über der goldenen Kugel drohten herabzustürzen. Für die Errichtung eines Gerüstes bis zur über 120 Meter hohen Turmspitze war keine Zeit. In dieser schwierigen Situation erbot sich Teluschkin, die Turmspitze ohne Gerüstbau sofort wieder in Stand zu setzen. Er erklomm mittels einer Schlinge, die er langsam verengte, die Turmspitze, befestigte dort eine Strickleiter und beseitigte in sechswöchiger Arbeit den eingetretenen Schaden.
Teluschkin, der infolge seiner Großtat als „Himmlischer Dachdecker“ (Небесный кровельщик) im Nachhinein benannt wurde, soll neben seinem Lohn auch einen so genannten Zarenbecher (ein kaiserliches Brandzeichen am Hals) erhalten haben, freien Wodkakonsum auf Staatskosten. Dies hat zu seinem verfrühten Tod geführt.